# Проліски
Про́ліски (Scilla) — рід трав'янистих рослин родини холодкових (Asparagaceae). Донедавна рід Scilla відносили до родини гіацинтових (Hyacinthaceae). Народні назви: небовий ключ, скоро́лісок, проліска (жіночий рід), проліс, просерен (просерень), підсніжка, первоцвіт, синьоокі.
Також пролісками в розмовній мові можуть називатися й інші весняні квіти білої, синьої чи блакитної барви — підсніжник звичайний, шафран Гейфеля, зубниця залозиста, фіялка каменелюбна (Viola rupestris) та інші. 
Відомо від 50 до 90 видів роду Scilla, поширених у помірних та тропічних областях — у Європі, Азії, Африці, Північній та Південній Америці.
В Україні росте 3 види:
- проліски дволисті (Scilla bifolia) — Карпати, лісостеп, гірський Крим; також як різновид Scilla bifolia subsp. bifolia var. nivalis Boiss Baker (колись вважали видом Scilla nivalis Baker)(Закарпаття)
- проліски пониклі, або сибірські (Scilla sibirica) — Полісся та[4] лісостеп Лівобережжя;
- проліски осінні (Scilla autumnalis) — цвіте восени, росте в степах на Півдні України та в Криму.

Вирощують проліски для озеленення (на газонах, клумбах), на зрізування (маленькі букети) та для вигонки (у теплицях).
Найкраще вони ростуть суцільними куртинами під різними листяними деревами.
Більшість видів пролісків — ранньовесняні медоноси і пилконоси. Медопродуктивність їх незначна (4 мг нектару з однієї рослини), але вони цінні тим, що зацвітають одразу після танення снігу.
У народній медицині використовують цибулини пролісків дволистих. Вони містять алкалоїд силіцил, дубильну кислоту, камедь і мають сечогінну та відхаркувальну дію, а у великих дозах блювотні й проносні властивості.
Проліски належать до мірмекохорних рослин, тобто до рослин, насіння яких розноситься комахами. Дрібне насіння пролісків багате на олію, це приваблює мурашок, які, збираючи його, сприяють розсіванню і поширенню пролісків.
В Україні шириться традиція відмічати дні окремих представників природи, зокрема,   31 березня – «День Пролісків».

## Галерея

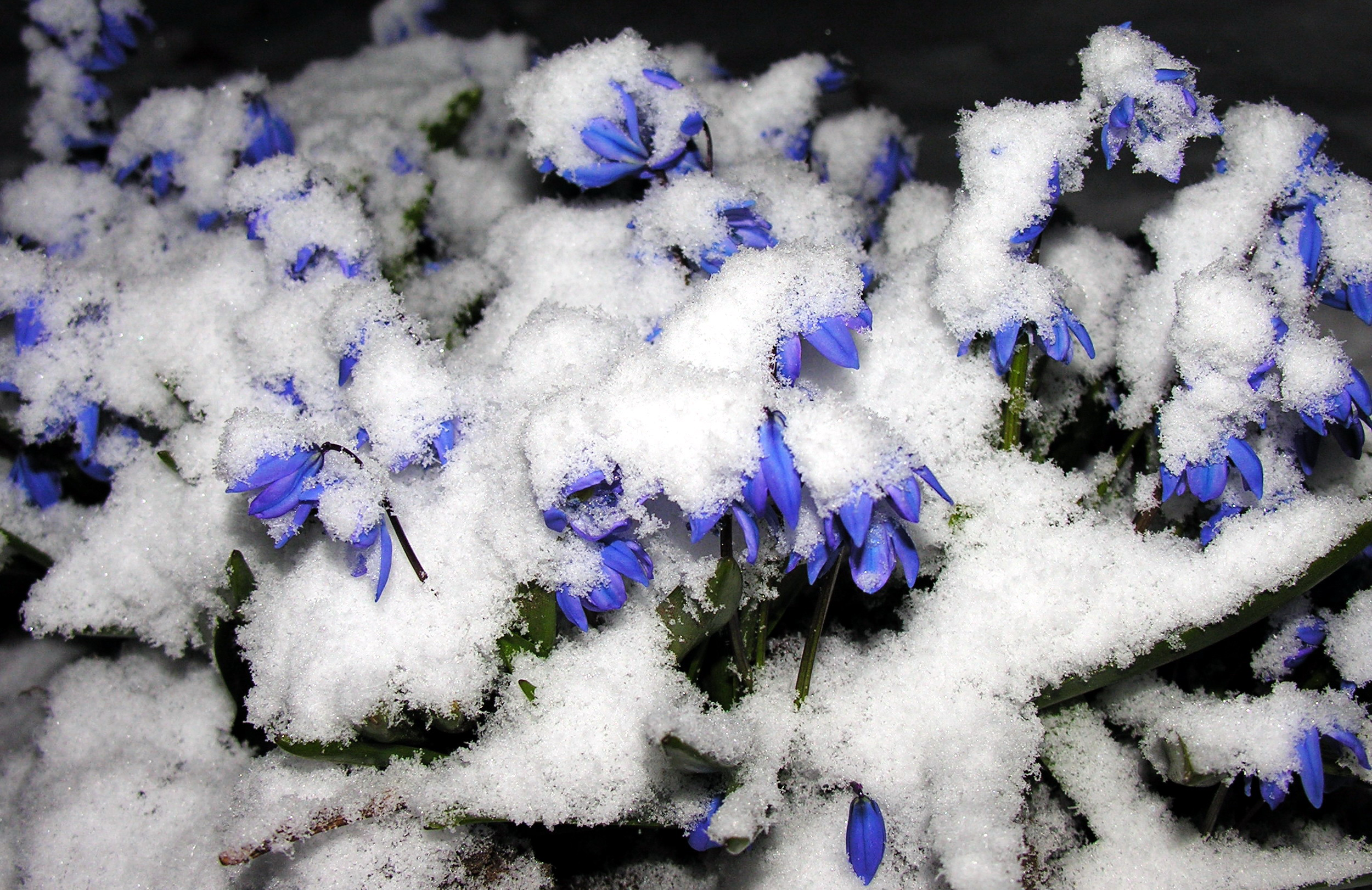
Проліски в березневі дні
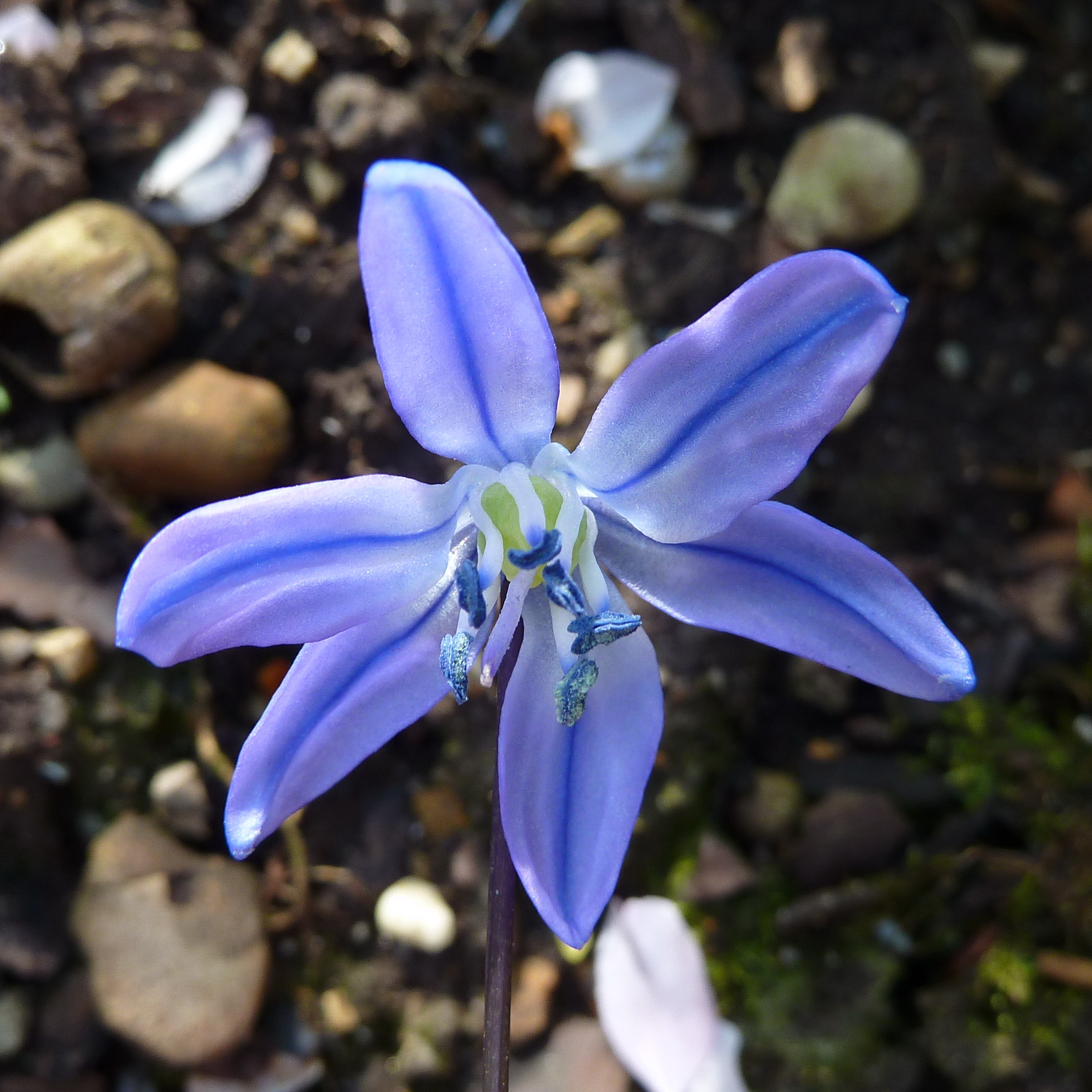
Квітка S. siberica великим планомПроліски на березі р. Оріль
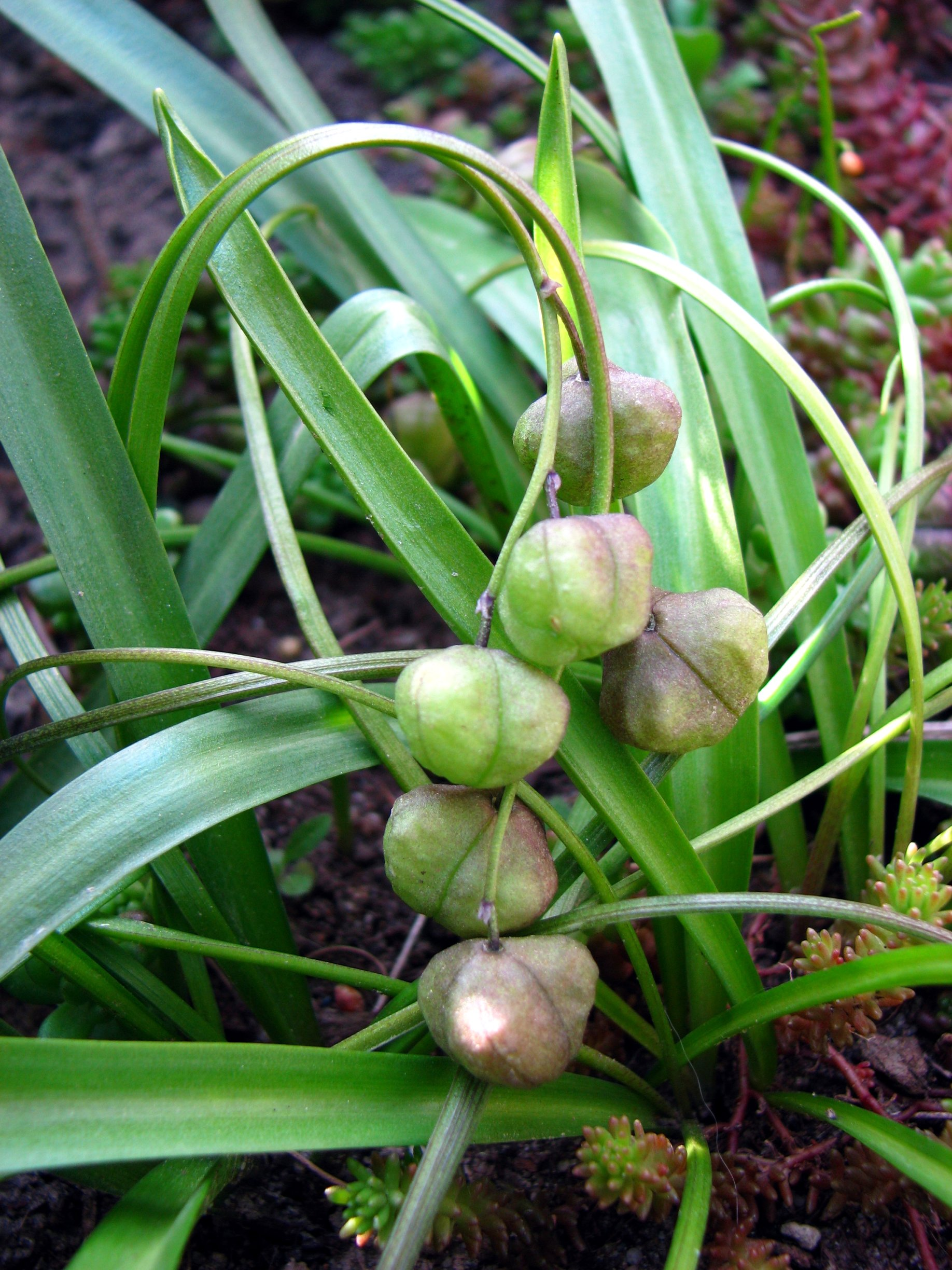
Насіння S. bifoliaПроліски в природі
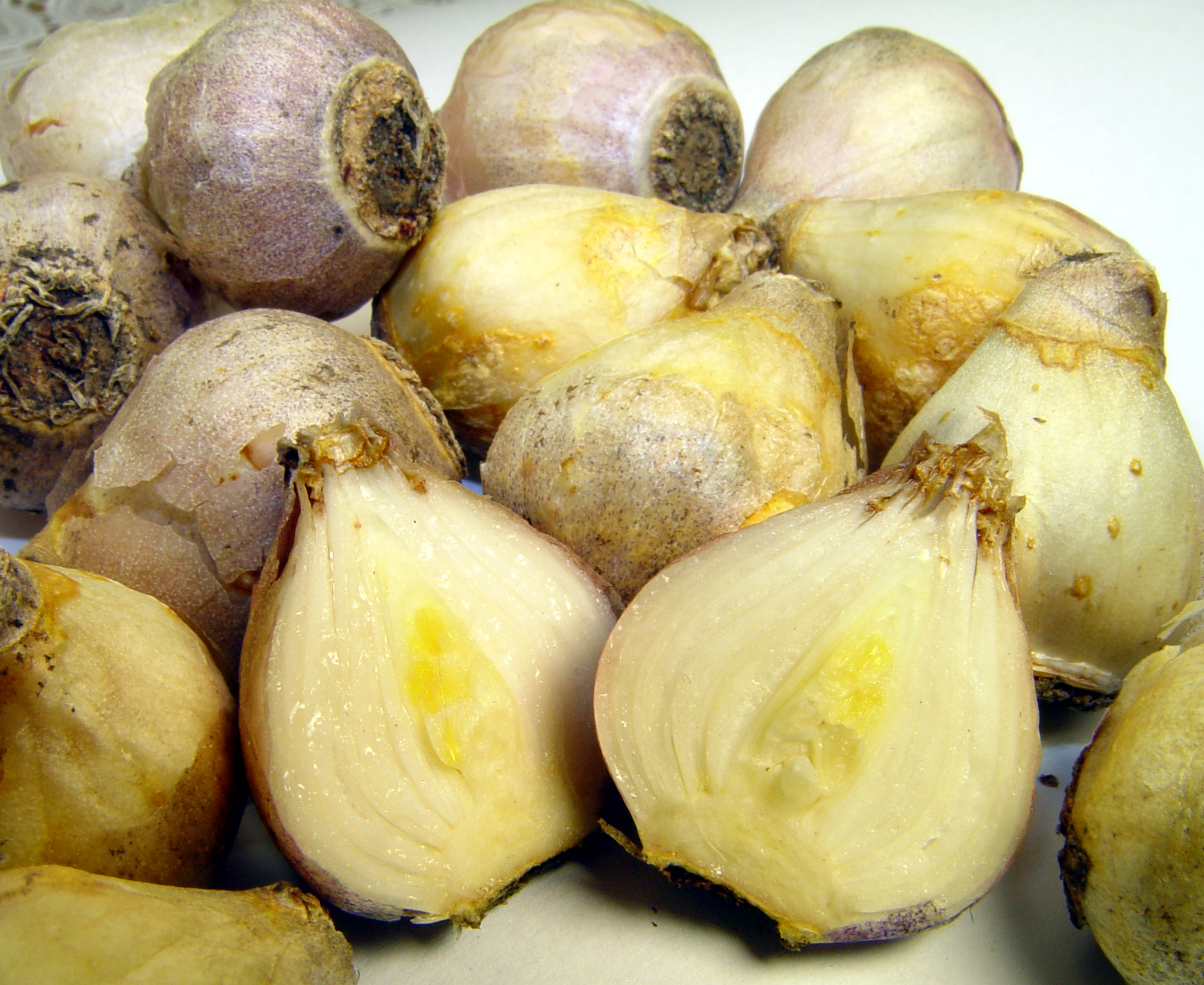
Цибулинки S. siberica Проліски ранньою весною 2023 року
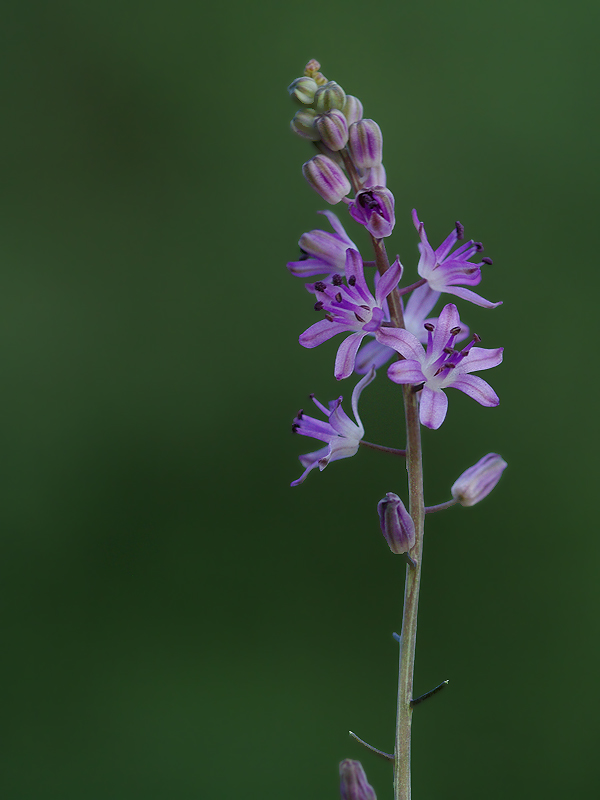
Квітконос S. autumnalis
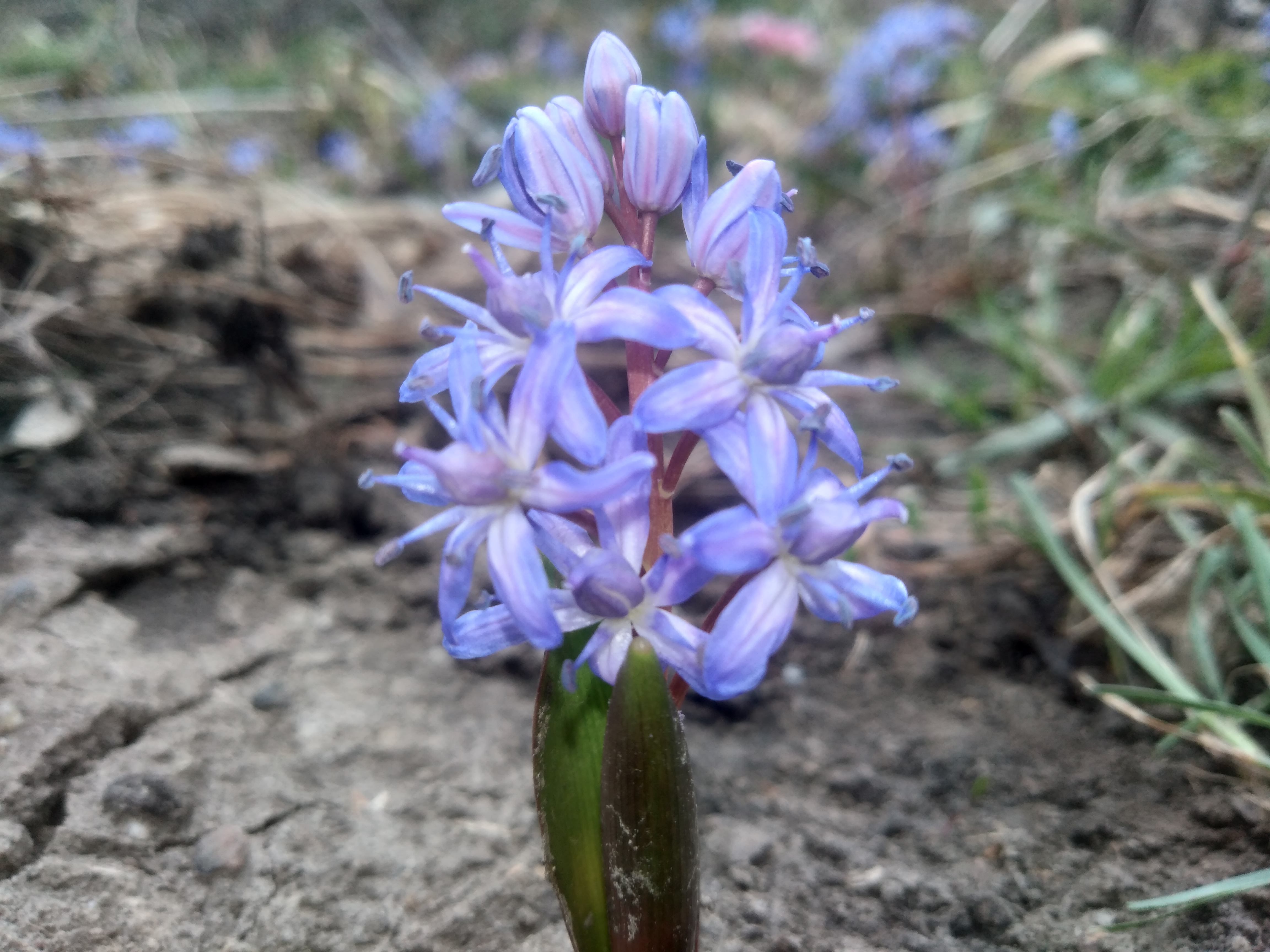
S. siberica на подвір'ї
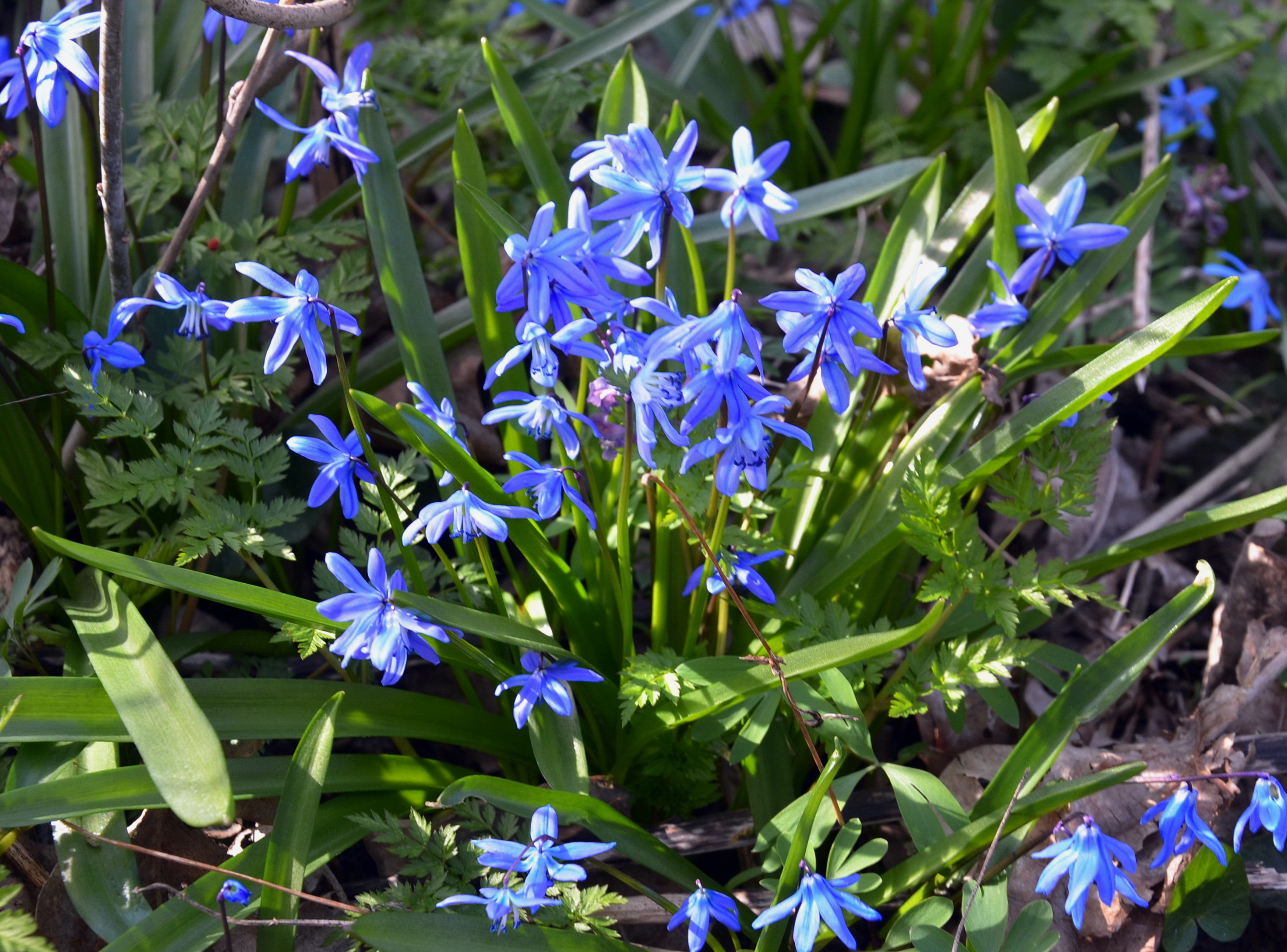
Про́ліски на просторах України. Фото 28 березня 2024 р.
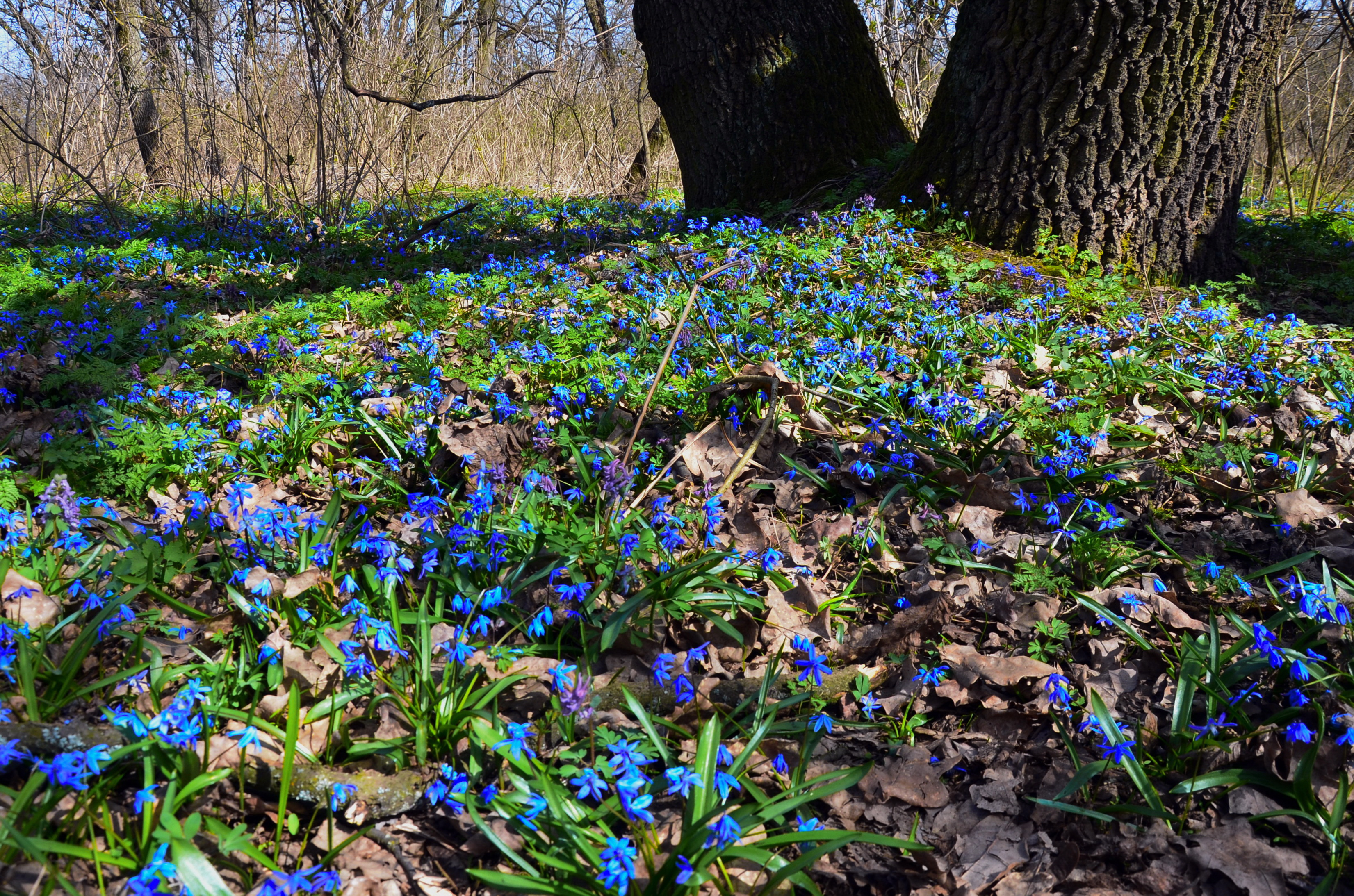
Про́ліски на просторах Січеславщини. Фото 28 березня 2024 р.